# Девушка и борода
«Девушка и борода» (иногда встречается вариант перевода — «Дама и борода»; яп. 淑女と髭, Shukujo to hige; англ. The Lady and the Beard) — японский немой чёрно-белый фильм 1931 года, романтическая комедия режиссёра Ясудзиро Одзу.

## Сюжет
Киити Окадзима, студент колледжа и мастер кэндо (борьбы на мечах) не осознаёт даже, что окружающие насмехаются над ним. В то время, как японская действительность меняется под воздействием Запада, мастер кэндо выглядит смехотворно в своей самурайской надменности, да ещё эта его борода, из за которой даже девушки шарахаются от него. Придя на день рождения сестры своего университетского приятеля барона Теруо Юкимото, он получает град насмешек и долю презрения от приглашённых на торжество барышень.
На улице он увидел, как мошенница Сатоко вымогает деньги у несчастной девушки. Окадзима, как истинный джентльмен вступается за несчастную, вызвав при этом гнев и угрозы Сатоко. Когда он приходит на собеседование по поводу работы в одной фирме, то получает отказ работодателя из за своей бороды, да ещё и спасённая им девушка намекает ему, что лучше бы от неё избавиться. Именно под влиянием этой милой девушки по имени Хироко, Окадзима всё же решается наконец-то сбрить бороду. И сразу же получает работу и пристальное внимание к нему женского пола. К нему приходит свататься и ранее презиравшая его сестра барона Юкимото, да и мошенница Сатоко меняет гнев на милость и тоже не прочь охмурить интересного парня, однако сердце героя уже принадлежит только милой, чистой сердцем и душой Хироко.

## В ролях
- Токихико Окада — Киити Окадзима
- Хироко Кавасаки — Хироко
- Тёко Иида — мать Хироко
- Сатоко Датэ — мошенница Сатоко
- Итиро Цукида — студент Теруо Юкимото, барон
- Тосико Иидзука — Икуко, сестра Теруо Юкимото
- Мицуко Ёсикава — мать Теруо и Икуко
- Тацуо Сайто — бандит
- Такэси Сакамото — Кареи
- Сотаро Окада — Шачоу
- Ясуо Нандзё — Рич, щёголь
- Томио Аоки — юный судья кэндо (в титрах не указан)

## Съёмки
Двадцатый фильм Одзу, снятый им в январе 1931 года. Предыдущий, девятнадцатый фильм, «Молодая дама» был снят Одзу в содружестве со сценаристом Комацу Китамурой и актёром-звездой Токихико Окадой — кинолента пользовалась коммерческим успехом и признанием критиков (ныне считается одним из утраченных фильмов Одзу). После такого успеха Одзу решил продолжить сотрудничество с Китамурой и Окадой. Идея наделить известного денди Эйпана (одно из прозвищ Токихико Окады) бородой поначалу показалась странной и сомнительной (в плане того, что сей факт мог отпугнуть от фильма фанатов актёра), однако по результату работы была признана успешной задумкой Китамуры. Японские зрители были в восторге, смотря на его красивое лицо после того, как он сбрил бороду.
Окада, работавший в 1920-е годы преимущественно в кинокомпании «Nikkatsu», изменил своей студии ради работы с режиссёром Ясудзиро Одзу на студии «Shochiku» ещё в прошлом 1930 году, начиная с фильма «Этой ночи жена». Это уже третья из пяти их совместных работ. Фильм «Девушка и борода» был снят за восемь дней (в том числе и ночей), ибо именно столько времени мог уделить съёмкам Окада, занятый в это время на другом проекте.
Молодой Ясудзиро Одзу был поклонником западного кинематографа и в ранних его работах достаточно много киноцитат из американских фильмов и такого фирменного его приёма, как наличие в кадре киноплакатов к голливудским кинолентам. В фильме «Девушка и борода» например, на стене в квартире у Окадзимы можно разглядеть киноплакат к фильму «Песня мошенника», режиссёром которого был актёр Лайонел Бэрримор.